# Клоназепам
Клоназепам (англ. Clonazepam, лат. Clonazepamum) — лікарський засіб, що належить до транквілізаторів з групи похідних бензодіазепіну, що має анксіолітичну, седативну, протисудомну, міорелаксуючу та снодійну дію, та застосовується перорально та парентерально. Клоназепам уперше синтезований у 1964 році в лабораторії компанії «Hoffmann-La Roche», та вперше схвалений для клінічного застосування в США у 1975 році.

## Фармакологічні властивості
Клоназепам — синтетичний лікарський засіб, що належить до транквілізаторів з групи похідних бензодіазепіну. Механізм дії препарату полягає у взаємодії з бензодіазепіновими рецепторами в алостеричному центрі постсинаптичних рецепторів гамма-аміномасляної кислоти, що розміщені в лімбічній системі, таламусі, гіпоталамусі та бічних рогах спинного мозку та підвищенні чутливості ГАМК-рецепторів (зокрема GABRA1, GABRA2 та GABRA3) до медіатора — гамма-аміномасляна кислота, що приводить до гальмування міжнейронної передачі у вказаних відділах мозку. Клоназепам має анксіолітичну, протисудомну, міорелаксуючу та снодійну дію. Клоназепам застосовується переважно в лікуванні епілепсії, як у дітей, так і дорослих. а також у випадку панічних атак, синдромі психомоторного збудження, а також при вираженому страху при фобіях (зокрема агорафобії). Клоназепам може також застосовуватися у комплексному лікуванні шизофренії із кататонічними розладами та галюцинаціями, депресивних розладах, біполярному афективному розладі, синдромі дефіциту уваги, генералізованому тривожному розладі, деменції, а також у хворих алкогольною та наркотичною залежністю. Клоназепам також часто застосовують пацієнти, іноді без призначення лікаря, при вегето-судинній дистонії із приступами панічних атак або фобій. Проте тривале, а також безконтрольне застосування, клоназепаму призводить до розвитку психологічної або фізичної залежності від препарату. Основними симптомами залежності від клоназепаму є зниження концентрації уваги, дезорієнтація, головокружіння, сонливість, в'ялість, порушення координації рухів, амнезія, іноді — ейфорія, сплутаність свідомості, депресія, тремор, головний біль, безконтрольні рухи тіла. При різкій відміні препарату можуть спостерігатись дратівливість, тривожність, збудження, страх, головний біль, безсоння, підвищене потовиділення, депресія, парестезії, судоми, галюцинації..

### Фармакокінетика
Клоназепам при прийомі всередину швидко всмоктується та розподіляється в організмі, біодоступність препарату при пероральному прийомі складає 90 %, ри внутрішньом'язовому введенні біодоступність складає 93 %. Максимальна концентрація клоназепаму в крові досягається протягом 1—4 годин при пероральному прийомі (рідше за 4—8 годин), при внутрішньом'язовому введенні протягом 3 годин. Клоназепам добре (на 85 %) зв'язується з білками плазми крові. Препарат добре проникає через гематоенцефалічний бар'єр та через плацентарний бар'єр, і виділяється в грудне молоко. Метаболізується клоназепам в печінці з утворенням неактивних та малоактивних метаболітів.. Виводиться клоназепам з організму переважно нирками (50—70 %) у вигляді неактивних метаболітів та з калом (10—30 %) Період напіввиведення препарату з організму становить 20—60 годин, при порушеннях функції печінки або нирок цей час може збільшуватися.

## Покази до застосування
Клоназепам застосовують при епілепсії як у дорослих, так і у дітей; при синдромі пароксизмального страху; панічних атаках; фобіях (зокрема агорафобії); при психомоторному збудженні на фоні реактивного психозу; алкогольному абстинентному синдромі; а також при безсонні.

## Побічна дія
При застосуванні клоназепаму можливе виникнення наступних побічних ефектів:
- Алергічні реакції — рідко (0,01—0,1 %) висипання на шкірі, свербіж шкіри, минуче випадіння волосся, зміна кольору шкіри, кропив'янка, набряк Квінке, анафілактичний шок.
- З боку травної системи — рідко (0,01—0,1 %) нудота, блювання, діарея або запор, відрижка, сухість в роті, жовтяниця, зниження апетиту, порушення функції печінки, у дітей — підвищена слинотеча.
- З боку нервової системи — на початку лікування підвищена стомлюваність, м'язова слабість, сонливість, загальмованість, порушення координації рухів, головний біль, рідше сплутаність свідомості та атаксія; при тривалому застосуванні диплопія, ністагм, тремор, дизартрія, погіршення настрою, парадоксальні реакції (у тому числі гостре психомоторне збудження), амнезія, депресія; при тривалому застосуванні фізична та психічна залежність від препарату. У хворих порфірією можливе виникнення судом.
- З боку серцево-судинної системи — рідко артеріальна гіпотензія, тахікардія, серцева недостатність; дуже рідко (менше 0,01 %) зупинка серця.
- З боку дихальної системи — дуже рідко (менше 0,01 %) (частіше при парентеральному застосуванні) пригнічення дихання.
- З боку сечостатевої системи — рідко (0,1—1 %) нетримання або затримка сечі, порушення функції нирок, зниження лібідо, порушення менструального циклу, у дітей — передчасне статеве дозрівання.
- Інші побічні реакції — часто підвищення ризику падінь та переломів; у осіб похилого віку; нечасто біль в суглобах.
- Зміни в лабораторних аналізах — рідко (0,01—0,1 %) лейкопенія, нейтропенія, агранулоцитоз, анемія, тромбоцитопенія, підвищення рівня активності амінотрансфераз та лужної фосфатази в крові.

При передозуванні клоназепаму спостерігається різка загальмованість, виражена сонливість, ністагм, апное, пригнічення серцевої діяльності — гіпотонія та брадикардія, зниження чутливості до болю, порушення координації рухів, парадоксальне збудження, дизартрія, клонічні посмикування кінцівок, пригнічення рефлексів, порушення свідомості з переходом у кому та летальний кінець. Як антидот клоназепаму при передозуванні застосовується флумазепіл, що є специфічним антидотом бензодіазепінових рецепторів.

## Протипокази
Клоназепам протипоказаний при підвищеній чутливості до препарату або до інших похідних бензодіазепіну, порушеннях функції дихання центрального генезу, при важкій дихальній недостатності та синдромі нічних апное, при важкій печінковій або нирковій недостатності, міастенії, при порушеннях свідомості, при закритокутовій формі глаукомі, гострій інтоксикації алкоголем або наркотиками, важкій депресії, при вагітності та годуванні грудьми.

## Форми випуску
Клоназепам випускається у вигляді ампул по 2 мл 0,5 % розчину; таблеток по 0,000125; 0,00025; 0,0005; 0,001 та 0,002 г.